# Ferrovia del Frejus
La ferrovia del Frejus (Torino-Modane/Susa o anche Torino-Modane-Chambéry-Culoz) è la strada ferrata internazionale che partendo dal capoluogo piemontese attraversa la cintura suburbana ovest, per transitare poi attraverso la valle di Susa ed il traforo ferroviario del Frejus, e terminare infine presso la località francese di Modane.
Da qui inizia la linea per Culoz che permette ai treni di proseguire verso le altre città d'oltralpe e svizzere.
Il tratto in territorio italiano, da Torino fino al traforo, è gestito da Rete Ferroviaria Italiana (RFI), mentre quello in territorio francese, fino a Modane, è di competenza di SNCF. Quest'ultimo tratto, sulla base di accordi fra i due stati, è dotato di un sistema di segnalamento che rispetta gli standard di segnalamento ferroviario in Italia.
A volte è definita "Ferrovia del Fréjus" l'intera tratta Torino-Modane-Chambéry-Culoz, compresa quindi la tratta Culoz-Modane, la quale in altri testi è indicata come "ferrovia della Savoia" o "della Moriana".

## Storia
| Tratta                | Inaugurazione   |
| --------------------- | --------------- |
| Torino-Bussoleno-Susa | 25 maggio 1854  |
| Bussoleno-Modane      | 16 ottobre 1871 |

Nel periodo in cui in tutta Europa andava affermandosi il trasporto su rotaia (metà del XIX secolo), l'allora governo piemontese del Regno di Sardegna iniziò a costruire una linea ferroviaria attraverso la valle di Susa, con la prospettiva della realizzazione di un traforo attraverso le Alpi. All'epoca infatti la Savoia era parte del Regno di Sardegna e quindi questa realizzazione avrebbe molto migliorato le comunicazioni interne che nel periodo invernale spesso si bloccavano. Con la cessione della Savoia alla Francia, dal 1860 la linea assunse carattere internazionale.
La prima tratta, da Torino a Susa, fu inaugurata il 22 maggio 1854.
Nello stesso periodo si discuteva organicamente del progetto del traforo, i cui lavori iniziarono il 31 agosto 1857 e terminarono con l'inaugurazione nel settembre 1871; mentre nel frattempo veniva anche completato il tratto di ferrovia tra Bussoleno e Bardonecchia i cui lavori erano iniziati già nel 1867.
La decisione degli ingegneri di far partire la tratta mancante da Bussoleno, per superare un forte dislivello in prossimità di Meana di Susa, fu assai criticata perché escluse la città di Susa dalla linea internazionale, isolandola su un breve troncone laterale.
L'apertura del traforo portò anche alla chiusura della ferrovia del Moncenisio. Il primo gestore fu la Società per le ferrovie dell’alta Italia.

### Interventi nel XX secolo

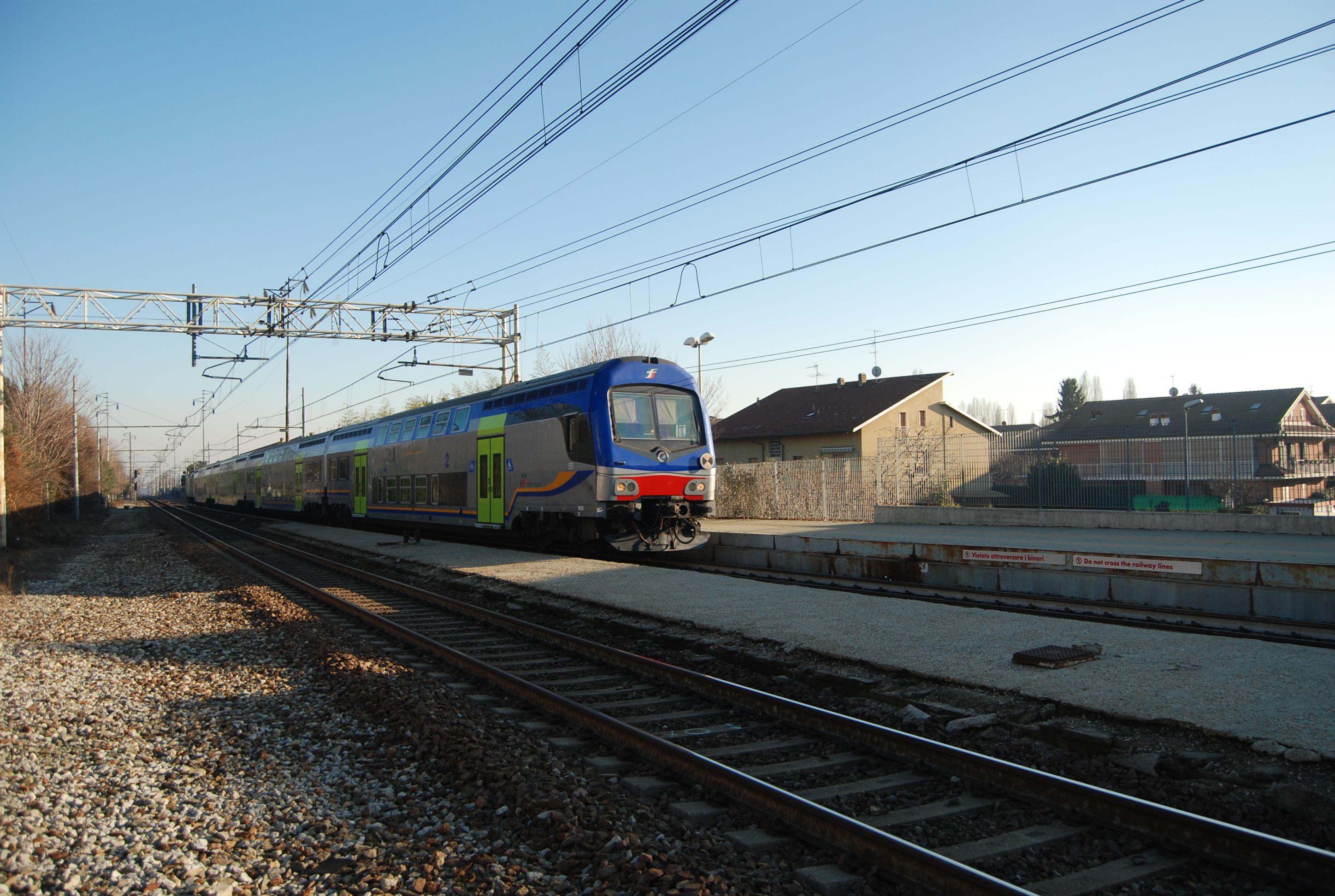
Treno regionale alla Stazione di Alpignano

La linea, originariamente per lo più a binario semplice (ad eccezione per esempio del traforo del Frejus, realizzato da subito a doppio binario), venne raddoppiata il 1º dicembre 1908 tra il Quadrivio Zappata e Collegno, nel 1909 tra Beaulard e Salbertrand, nel 1911 tra Collegno ed Alpignano, nel 1912 tra Alpignano ed Avigliana, nel 1915 tra Avigliana e Bussoleno, nel 1977 tra Salbertrand ed Exilles, nel 1983 tra Exilles e Chiomonte, nel 1984 tra Bussoleno ed Meana, e nel 1985 tra Meana e Chiomonte.
L'elettrificazione con alimentazione trifase fu completata tra il 1912 ed il 1920 secondo le seguenti tappe:
- Bardonecchia-Salbertrand il 10 luglio 1912;
- Salbertrand-Bussoleno il 1º maggio 1913;
- Modane-Bardonecchia il 20 maggio 1915;
- Bussoleno-Susa il 2 agosto 1919;
- Bussoleno-Torino Porta Nuova il 26 novembre 1920.

Sabotaggio al viadotto dell'Arnodera durante la seconda guerra mondiale

Nel corso del secondo conflitto mondiale la ferrovia divenne una importante infrastruttura per il trasporto di truppe e materiale bellico da parte degli eserciti coinvolti nel conflitto. Per questo dopo l'8 settembre 1943 essa fu anche oggetto di diversi sabotaggi da parte dei partigiani che operavano in Valsusa; il più clamoroso di questi fu la distruzione del viadotto dell'Arnodera (Gravere), effettuata con circa 800 chili di esplosivo la notte tra il 28 e il 29 dicembre 1943 e che venne definita dal comando tedesco di Torino "un'autentica opera d'arte".
Il sistema di alimentazione trifase fu abbandonato nel 1961 con l'adozione dell'alimentazione a 3000 volt in corrente continua. La nuova elettrificazione, che comportò la conversione dell'interno nodo di Torino, venne attivata il 28 maggio e inaugurata festosamente il successivo 9 giugno dello stesso anno, alla presenza del Ministro dei Trasporti Giuseppe Spataro.
Una serie di sostanziali ammodernamenti furono attuati in varie fasi dal 1966 al 1985 raddoppiando i binari e riducendo la pendenza in alcune tratte.
In connessione a questi lavori, fu attuata anche la ristrutturazione del nodo di Torino realizzando lo scalo merci di Orbassano in sostituzione del Deposito locomotive di Torino Smistamento e dando avvio ai lavori del passante ferroviario di Torino, oggi completato.

### Lavori di adeguamento 2003-2011
Fra il 2003 ed il 2011 si sono svolti i lavori di adeguamento del tunnel della linea storica alla sagoma internazionale GB1 UIC, con una spesa di 380 milioni di euro (200 a carico dell'Italia e 180 della Francia)
Gli interventi, che hanno comportato tra il 2003 e il 2007 uno scavo di abbassamento del fondo del tunnel del Frejus e la scalpellatura delle pareti e sono riportati anche dal sito del Ministero delle Infrastrutture e dei Trasporti, consentono oggi il trasporto di casse e semirimorchi di profilo PC45 (con altezze di 3750 mm) anziché, come in precedenza, del solo PC32 3620 mm.
I risultati non sono stati tuttavia omogenei. Infatti nella tratta francese RFF ha effettuato, per ragioni di risparmio (20 milioni su 200), uno scavo profondo solamente 30–40 cm, contro i 70 cm della parte italiana; di conseguenza, per ottenere la medesima sagoma GB1, è stato ridotto di circa 15 mm l'intervia tra i binari (quindi dell'interasse tra i binari); il fatto determina, in caso di trasporti eccedenti di sagoma, delle "misure restrittive di circolazione e interventi di manutenzione in assenza di traffico".

### Altre modifiche
La linea perse importanza subito dopo l'attivazione del traforo stradale del Frejus nel 1980; pertanto, a partire dagli anni '80, anche in seguito al processo di ristrutturazione aziendale delle Ferrovie dello Stato, fu ridimensionata e adeguata a un traffico passeggeri prettamente locale.
L'adeguamento ha comportato i seguenti lavori:
- Collegno: soppressione raccordi (anni 2000),
- Alpignano: trasformazione in Posto di Comunicazione (fine anni 2000),[non chiaro]
- Rosta: trasformazione in fermata impresenziata (anni '90)[27],
- Sant'Ambrogio: trasformazione in fermata impresenziata (anni '90)[27],
- Condove-Chiusa San Michele: rimozione di tutti i deviatoi con conseguente utilizzo dell'impianto per il solo distanziamento,[non chiaro]
- Borgone: rimozione di tutti i deviatoi con conseguente utilizzo dell'impianto per il solo distanziamento,[non chiaro]
- Bruzolo: trasformazione in fermata e modifica del raccordo industriale in raccordo di linea con la limitazione dell'impegno di uno dei due binari di corsa in caso di manovra dei treni provenienti da Bussoleno,
- Bussoleno: dismissione di deposito e officina (nel 1993),
- Susa: trasformazione in fermata e conversione della linea con gestione a spola (anni '90),
- Chiomonte: trasformazione in Posto di Comunicazione,[non chiaro]
- Salbertrand: trasformazione in Posto di Comunicazione,[non chiaro]
- Exilles: trasformazione in fermata (anni '90) in seguito all'attivazione del Blocco Automatico e raddoppio del binario,
- Beaulard: trasformazione in fermata (anni '90) in seguito all'attivazione del Blocco Automatico e all'automazione dei due P.L.,

A partire dal 1991 si è provveduto ad una serie di lavori di ammodernamento, tra cui l'automazione di 9 passaggi a livello, la modifica del segnalamento, al riassetto completo del binario, la ricostruzione di alcune opere a terra e la ricostruzione della linea aerea di contatto.
Il 13 dicembre 2011 viene inaugurata la nuova stazione passante di Grugliasco, tra Torino e Collegno.

## Caratteristiche
La linea ferroviaria Torino-Modane è lunga 103 km, interamente elettrificata ed a doppio binario.
È dotata del sistema di blocco automatico a correnti codificate.
In tema di sicurezza, nonostante i lavori di adeguamento conclusi nel 2011, restano legate alla linea storica le criticità descritte dal rapporto COWI 2006: "Anche il contesto geografico è difficile poiché la Moriana e la Val di Susa comportano numerosi fiumi a regime torrenziale e sono soggette a forti sbalzi termici e precipitazioni a carattere eccezionale. Ne risulta che gli incidenti più frequenti ai quali è soggetta la linea sono dovuti a: 
1) nevicate la cui intensità può interrompere totalmente il traffico per ore; 
2) temporali la cui violenza può innescare cadute di massi e colate di fango; 
3) gelate che provocano la formazione di stalattiti di ghiaccio nei tunnel e possono comportare rotture o deformazioni dei binari; 
4) inondazioni (piene dell'Arc e dei suoi affluenti, piene della Dora), meno frequenti, ma dalle gravi conseguenze.
Queste limitazioni ambientali e geologiche aumentano sensibilmente i costi di manutenzione della linea."

### Percorso
| Head station |

|  | Unknown route-map component "ABZg2" | Unknown route-map component "STRc3" |

| 1+092 |
| 0+000 |

|  | Unknown route-map component "d" | Unknown route-map component "tSTRa" + Unknown route-map component "STRc12" | Unknown route-map component "ABZl+34" | Unknown route-map component "dCONTfq" |

|  | Unknown route-map component "tABZg+ta1" | Unknown route-map component "STRc4" |

| 1+465 |
| 0+189 |

| Unknown route-map component "tSTRc2" | Unknown route-map component "tABZg3" |  |

| Unknown route-map component "tdCONTgq" | Unknown route-map component "tABZr+12" | Unknown route-map component "tSTRe" + Unknown route-map component "tSTRc34" | Unknown route-map component "d" |  |

| Unknown route-map component "tSTRc1" | Unknown route-map component "ABZg+t4e" |  |

| Non-passenger station/depot on track |

| Unknown route-map component "v-SHI2gr" | Unknown route-map component "d" |

|  | Unknown route-map component "dSTRl" | Unknown route-map component "dKRZo" | Unknown route-map component "dABZq+l" | Unknown route-map component "KDSTeq" |

| Unknown route-map component "d" | Unknown route-map component "vSHI2g+l-" |

| Stop on track |

| Station on track |

| Unknown route-map component "SKRZ-Au" |

| Unknown route-map component "HSTeBHF" |

| Stop on track |

| Station on track |

| Stop on track |

| Station on track |

| Station on track |

| Unknown route-map component "SKRZ-Au" |

| Unknown route-map component "hKRZWae" |

| Station on track |

| Stop on track |

| Station on track |

| 43+166 |
| 0+000  |

| Unknown route-map component "CONTgq" | Unknown route-map component "ABZgr" |  |

| Unknown route-map component "hKRZWae" |

| Enter and exit tunnel |

| Station on track |

| 50+523 |
| 7+650  |

| Enter and exit short tunnel |

| Enter and exit tunnel |

| Station on track |

| 57+097 |
| 15+079 |

| Enter and exit tunnel |

| Unknown route-map component "HSTeBHF" |

| 63+070 |
| 21+992 |

| Enter and exit tunnel |

| Unknown route-map component "hKRZWae" |

| Unknown route-map component "SKRZ-Au" |

| Station on track |

| 66+809 |
| 25+945 |

| Unknown route-map component "hKRZWae" |

| Unknown route-map component "SKRZ-Au" |

| Unknown route-map component "hKRZWae" |

| Station on track |

| Unknown route-map component "hKRZWae" |

| Stop on track |

| Enter and exit short tunnel |

| Unknown route-map component "hKRZWae" |

| Enter and exit short tunnel |

| Station on track |

| Unknown route-map component "tSTRa" |

| Unknown route-map component "tÜST" |

|  | Unknown route-map component "GRZq" + Unknown route-map component "tZOLL" | Unknown route-map component "lGIPr" |

| 91+215  |
| 247+316 |

|  | Unknown route-map component "etABZgl" | Unknown route-map component "extSTR+r" |

|  | Unknown route-map component "tSTR" | Unknown route-map component "extSTRe" |

|  | Unknown route-map component "tÜST" | Unknown route-map component "exSTR" |

| 97+145  |
| 236+467 |

|  | Unknown route-map component "tSTRe" | Unknown route-map component "exSTR" |

| 98+083  |
| 240+410 |

|  | Unknown route-map component "eKRWg+l" | Unknown route-map component "exKRWr" |

| Enter and exit short tunnel |

| Enter and exit short tunnel |

| Unknown route-map component "SKRZ-G2u" |

| 101+733 |
| 236+760 |

| Unknown route-map component "SEC2" |

| 102+036 |
| 236+467 |

| Station on track |

| 102+548 |
| 235+955 |

| Continuation forward |

| Continuation backward |

| Station on track |

| Unknown route-map component "c" |  | Unknown route-map component "ABZgl" | Unknown route-map component "CONTfq" | Unknown route-map component "c" |

| Unknown route-map component "exKBHFa" | Unknown route-map component "exKBHFe+KHSTe" |  |

| Unknown route-map component "exCONTf" |

Ingresso del traforo del Frejus sul lato italiano

La tratta montana inizia da Bussoleno e i due binari di corsa hanno tracciati diversi; quello diretto a Bardonecchia è tutto in galleria fino a Salbertrand, mentre quello in arrivo da Bardonecchia ha meno tratti in galleria e corre leggermente più in basso.
Da Salbertrand seguono lo stesso tracciato.
Quello diretto a Bardonecchia, essendo il binario "di salita" al valico, è stato progettato con un percorso in gallerie a "S" per contenere la pendenza, aumentando la lunghezza.
Tra Bussoleno e Salbertrand, comunque, i due binari s'incontrano allo stesso livello nelle stazioni intermedie.
Caso particolare la fermata di Exilles, con un binario alto e uno basso.
Tale fermata non è più in servizio quotidiano, essendo dall'altra parte della vallata rispetto al paese di Exilles e all'omonimo forte, ma viene comunque attivata su richiesta, ad esempio in occasione di treni storici, o come fermata straordinaria per salita e discesa di comitive.
All'uscita ovest di Bardonecchia è situato l'imbocco del traforo, sormontato da un monumentale portale merlato e accompagnato da due torri circolari merlate.
Proseguendo a piedi lungo la strada per la frazione di Rochemolles, si può intravedere sulla sinistra del torrente il primo imbocco del traforo all'epoca dello scavo; tale imbocco ora è murato, ma presenta alcuni fori da cui si riescono a vedere i binari all'interno.

### Altitudine, pendenze e velocità sostenibili
Il punto più elevato del tracciato è 1295 m, all'interno del traforo del Frejus. Fra i principali valichi ferroviari alpini il Frejus è il secondo per altitudine raggiunta dopo il Brennero (1371 m).
L'ascesa massima (o pendenza) è del 30‰, ma viene raggiunta solo per circa 1 km di linea presso il tunnel del Frejus; data la brevità del tratto la documentazione di RFI considera la pendenza massima della linea il 28‰.
L'ascesa più significativa raggiunta per un tratto più lungo ammonta al 26‰ per circa 20 km a monte di Bussoleno. Per quanto riguarda il versante francese, i dati riportati nei "Quaderni" dell'Osservatorio indicano come pendenza massima il 30‰ nella tratta fra St. Jean ed il Frejus.
Oltre a queste caratteristiche tecniche ufficiali della linea, sono numerose altre indicazioni più o meno referenziate: ad esempio secondo Trail Lombardia le pendenze massime sarebbero del 34‰ sul lato francese e del 32‰ sul lato italiano, e per il traforo del 28‰ sul lato Francia e 30‰ sul lato Italia. Quella del Frejus è la pendenza massima più alta fra i principali valichi ferroviari alpini (la ferrovia del Gottardo raggiunge il 26‰, il Brennero il 25‰ e il Sempione il 9,5‰).
Per ciò che concerne le velocità sostenibili, esse variano a seconda della categoria di treno, della massa frenata e del grado di frenatura delle singole tratte.
Nel 2005, prima degli ammodernamenti, esse erano stabilite ad un massimo di 155 km/h (110 km/h all'interno del tunnel del Frejus).

### Numero e tipologia dei treni instradabili

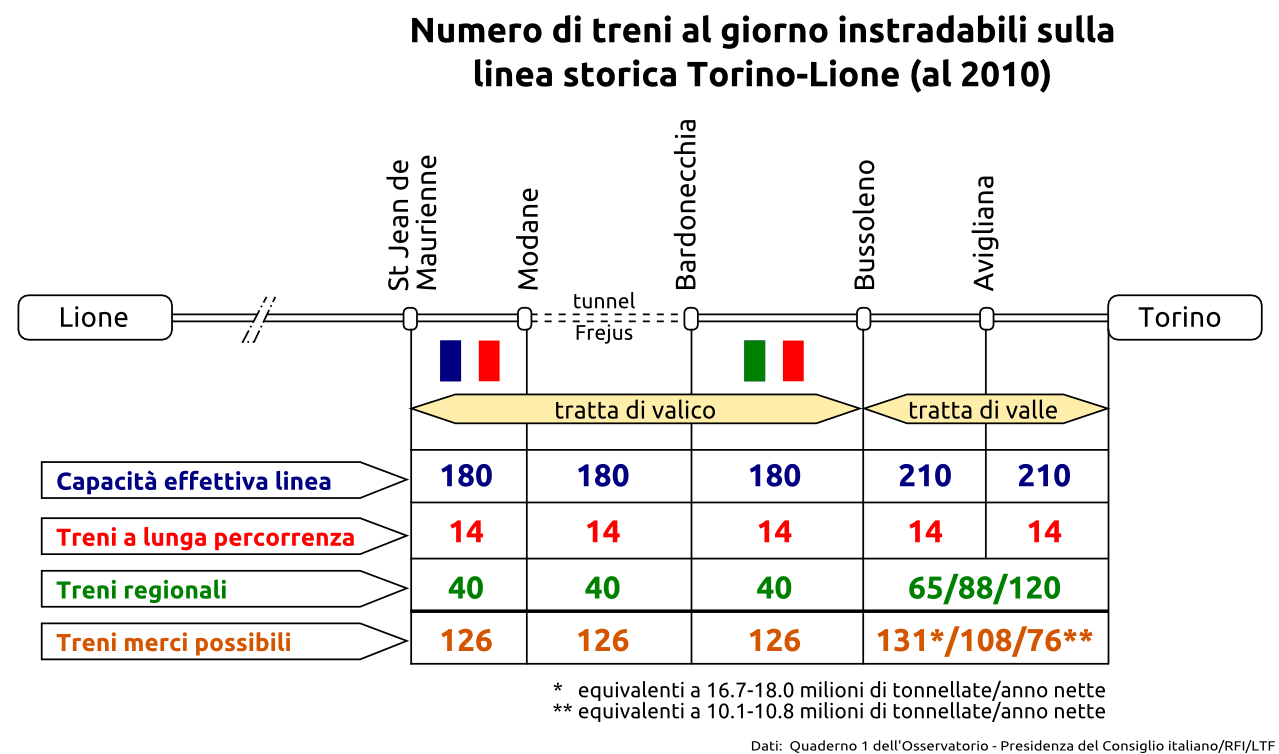
Numero di treni potenzialmente instradabili sull'esistente linea Torino–Lione.

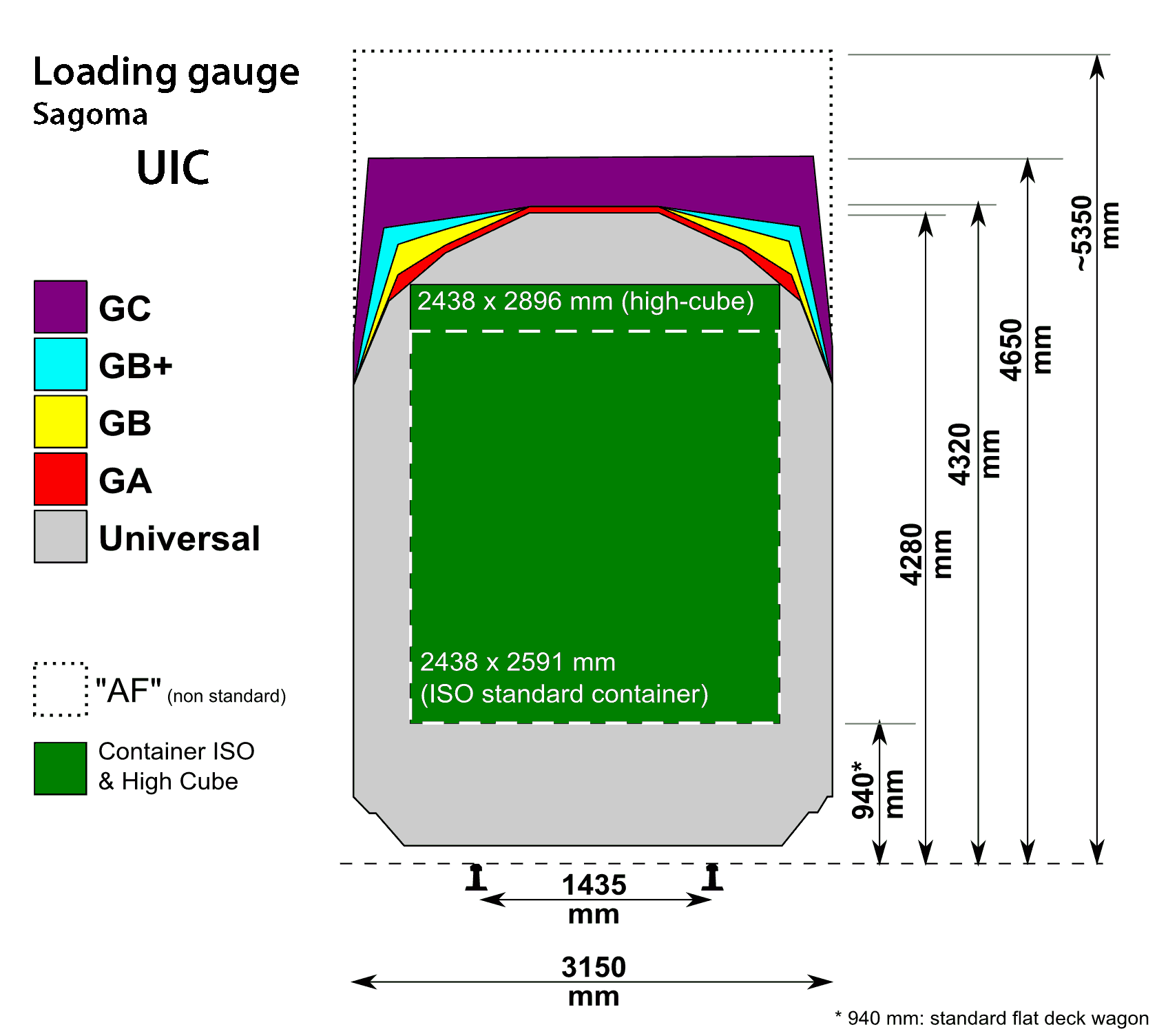
Confronto fra la sagoma standard ferroviaria ("universale" o "Berna 1914", e le sagome maggiorate standardizzate dall'UIC GA-B-C. È illustrato anche il confronto con le sagome di container standard ISO e high-cube e l'ipotesi di sagoma "Autostrada ferroviaria grande sagoma" prevista da LTF.

Fra il 2007 ed il 2011 si sono conclusi i lavori di adeguamento del tunnel della linea storica alla sagoma internazionale GB1 UIC e hanno portato a un aumento della capacità che nel 2007 si stimava di 250 tracce teoriche al giorno, ridotte a 226, per via delle ore di pausa del servizio necessarie alla manutenzione ordinaria.
La conversione da "tracce" a "treni" si effettua tenendo conto delle interferenze fra i treni di diverso tipo (regionali, internazionali e merci), e dunque a diverse velocità: secondo RFI la capacità effettiva sarebbe stata di 180 treni al giorno, nel tratto di valico tra Saint Jean de Maurienne e Bussoleno, e di 210 nel tratto tra Bussoleno e Torino Secondo RFI, essa avrebbe potuto essere ulteriormente aumentata con interventi di ottimizzazione tecnologica.
Altre linee di valico, ad esempio quella del San Gottardo, sostengono un numero di treni più elevato grazie a migliori tecnologie di controllo del traffico.
A seguito dell’applicazione di nuove norme sulla sicurezza e di altre restrizioni, nel 2018 la capacità teorica è definita da RFI di “94 treni al giorno, ivi compresi merci, viaggiatori ed eventuali invii di locomotive isolate”. Tuttavia fino a quando perdurerà il divieto d’incrocio nel tunnel, introdotto per ragioni di sicurezza dopo le problematiche emerse a seguito dei lavori di adeguamento 2003-2011, non è possibile impegnare contemporaneamente il tunnel nei due sensi di marcia; pertanto la capacità reale risulta ulteriormente ridotta potendo transitare da 42 a un massimo di 62 treni al giorno (il secondo caso quando sia ammessa “la compresenza di due treni in galleria procedenti nello stesso senso”).
Secondo RFI, si può ipotizzare il transito di 14 treni a lunga percorrenza (a fronte dei 6 treni nel 2012) ai quali si possono aggiungere 40 regionali nella tratta di valico e un numero compreso tra 65 e 120 regionali in bassa valle; pertanto si renderebbero disponibili tracce per 126 treni merci nella tratta di valico e 76/131 treni nella tratta di bassa valle verso Torino.
Il carico utile, considerando ogni treno di pesante in media 510-550 tonnellate e l'esercizio per 260 giorni all'anno, diventerebbe di 16-18 milioni t di merci l'anno, nel caso i treni regionali siano 65 al giorno, oppure di 10/11 milioni t di merci l'anno, nel caso essi siano 120 al giorno.
I dati sono al netto dei tempi di manutenzione, dell'interruzione di alcune ore notturne del traffico, dei treni vuoti e delle locomotive isolate.
Per quanto riguarda le masse trainabili, permangono dei vincoli di esercizio: lungo le tratte più acclivi della linea con le attuali locomotive vengono gestiti treni fino a 1150 tonnellate in doppia trazione e fino a 1600 t in tripla trazione; a titolo di paragone l'attuale ferrovia del Gottardo (verso la Svizzera) permette transiti in trazione multipla fino a 2000 t.

## Traffico

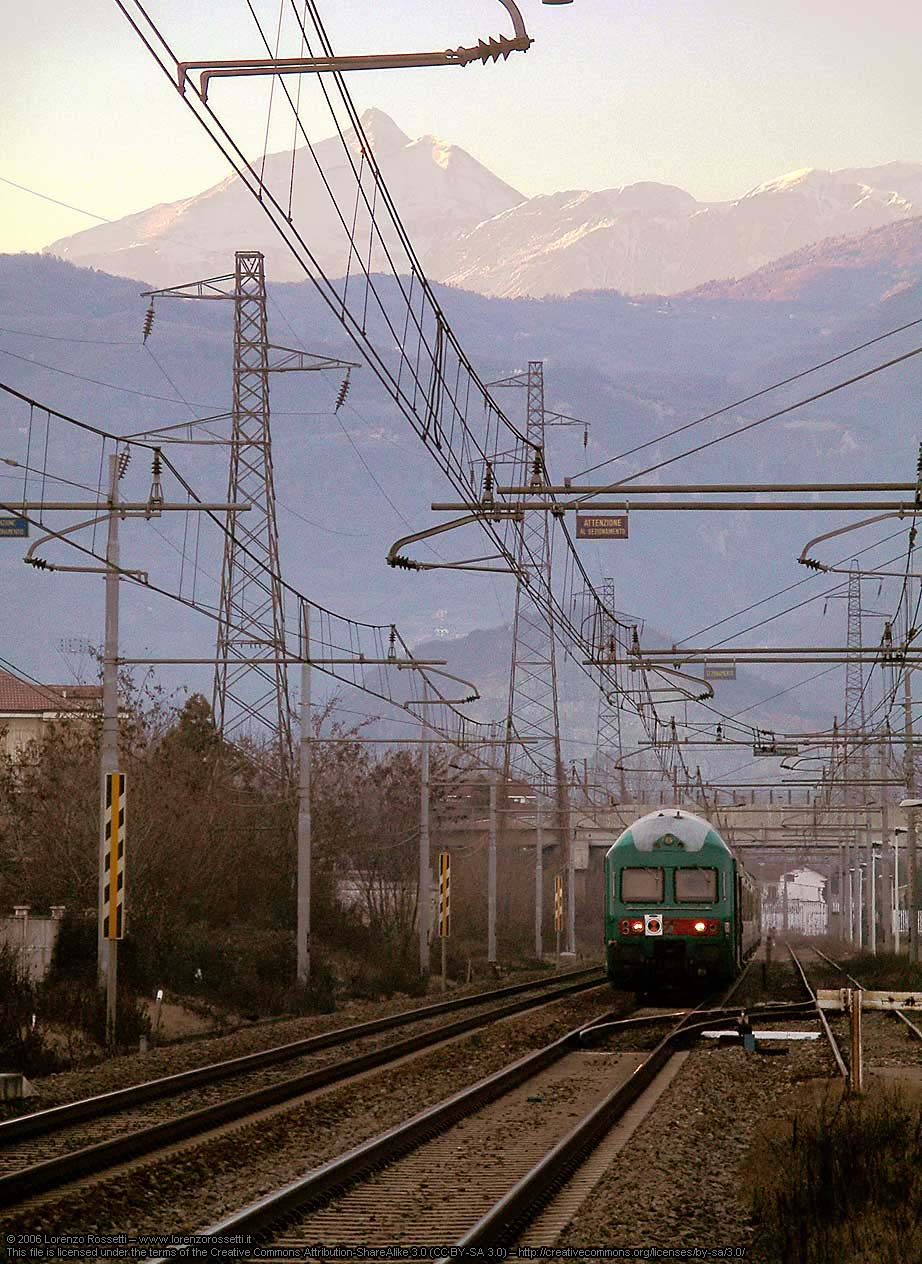
Treno regionale Bardonecchia – Torino Porta Nuova

Secondo le previsioni di metà anni settanta, la linea del Frejus sarebbe stata interessata a fine anni ottanta da un traffico di quasi 15 milioni di tonnellate di merci l'anno.
Tuttavia, con l'apertura del traforo stradale del Frejus nel 1980 (di cui nel 2019 entrerà in esercizio la seconda canna), si interruppe la tendenza di costante aumento del traffico (nei 15 anni successivi semmai ci fu una leggera decrescita). Nel 1990 il traffico reale ammontò a circa la metà di quanto indicato nelle previsioni degli anni settanta.
Dopo la metà degli anni novanta il traffico subì un progressivo aumento per raggiungere il massimo assoluto della linea nel 1999 (poco meno di 9,5 milioni di tonnellate complessive).
Il traffico subì un netto calo con l'inizio dei lavori di adeguamento agli attuali standard europei di trasporto, per portarsi a 2,4 milioni nel 2009.
La diminuzione del traffico era iniziata prima dei lavori di adeguamento del tunnel (nel 2000 transitarono 8,6 milioni di tonnellate complessive), ma si aggravò notevolmente durante gli stessi, che fra il 2003 e il 2007 comportarono il transito nel tunnel del Frejus su un solo binario a senso alternato con la limitazione dei treni regionali a Bardonecchia e lo spostamento dei treni notturni per Parigi lungo il Sempione.
Nel 2007, anche a causa dei lavori di ammodernamento in corso che imponevano il binario singolo nel tunnel del Frejus, la "linea storica" era utilizzata per il 30% circa della sua capacità di trasporto;; nel 2010 il traffico calò ulteriormente.
Dopo il termine dei lavori, il servizio di traffico notturno rimase sulla linea del Sempione mentre quello diurno è svolto da tre coppie di TGV.
Nel corso del 2013 l'AFA ha trasportato, con 4/5 navette giornaliere, 31.616 semi-rimorchi, con un aumento dell'attività rispetto all'anno precedente del 23%.
Secondo LTF, il prolungamento del percorso fino a Lione potrebbe offrire le condizioni ottimali per un transito alternativo a quello stradale di 100.000 mezzi pesanti l'anno; volumi maggiori sarebbero ipotizzabili soltanto a seguito dell'apertura del nuovo tunnel di base.
Sempre nel 2013, a due anni dalla conclusione dei lavori di adeguamento, le dimensioni del trasporto merci sono state le seguenti: 3.244.800 tonnellate complessive di cui 2.011.500 di trasporto convenzionale, 1.097.400 di combinato non accompagnato, 135.900 di combinato accompagnato, quindi poco meno della metà del traffico merci nel 1990 e circa un terzo del record storico della linea raggiunto nel 1999.

### Collegamenti attuali

#### Trasporto passeggeri
Dal 2002, anno d'inizio dei lavori di adeguamento della galleria del Frejus per il passaggio dei treni container, i treni regionali provenienti da Torino Porta Nuova prima attestati a Modane sono attestati a Bardonecchia. Tra Modane e Bardonecchia viene dunque attivato un servizio di autopullman sostitutivi a tariffa ferroviaria.
Dal 2012, con l'istituzione del Servizio Ferroviario Metropolitano di Torino, alla linea sono assegnati un numero ed un colore, rispettivamente il 3 ed il verde e la sigla SFM3. Gestito da Trenitalia, con materiale rotabile ordinario Vivalto e MDVC, il servizio è cadenzato con treni ogni ora da/per Susa e Bardonecchia nei giorni feriali e ogni due nei festivi. La frequenza sulla tratta comune fino a Bussoleno è quindi semi-oraria nei giorni feriali e oraria nei festivi.
La linea è altresì utilizzata per i collegamenti internazionali diurni con la Francia. Tre coppie di TGV al giorno collegano Milano a Parigi con fermate in linea ad Oulx, Bardonecchia e Modane. Dal 15 dicembre 2019 è attivo un nuovo collegamento nazionale periodico Napoli-Bardonecchia. La coppia di treni, effettuata con Frecciarossa 1000, ferma in linea nella sola stazione di Oulx-Cesana-Claviere-Sestriere, transitando nel capoluogo piemontese nella stazione passante di Torino Porta Susa. Il 18 dicembre del 2021, il Frecciarossa 1000 ha iniziato i collegamenti internazionali tra l'Italia e la Francia tra Milano e Parigi via Fréjus.

#### Trasporto merci

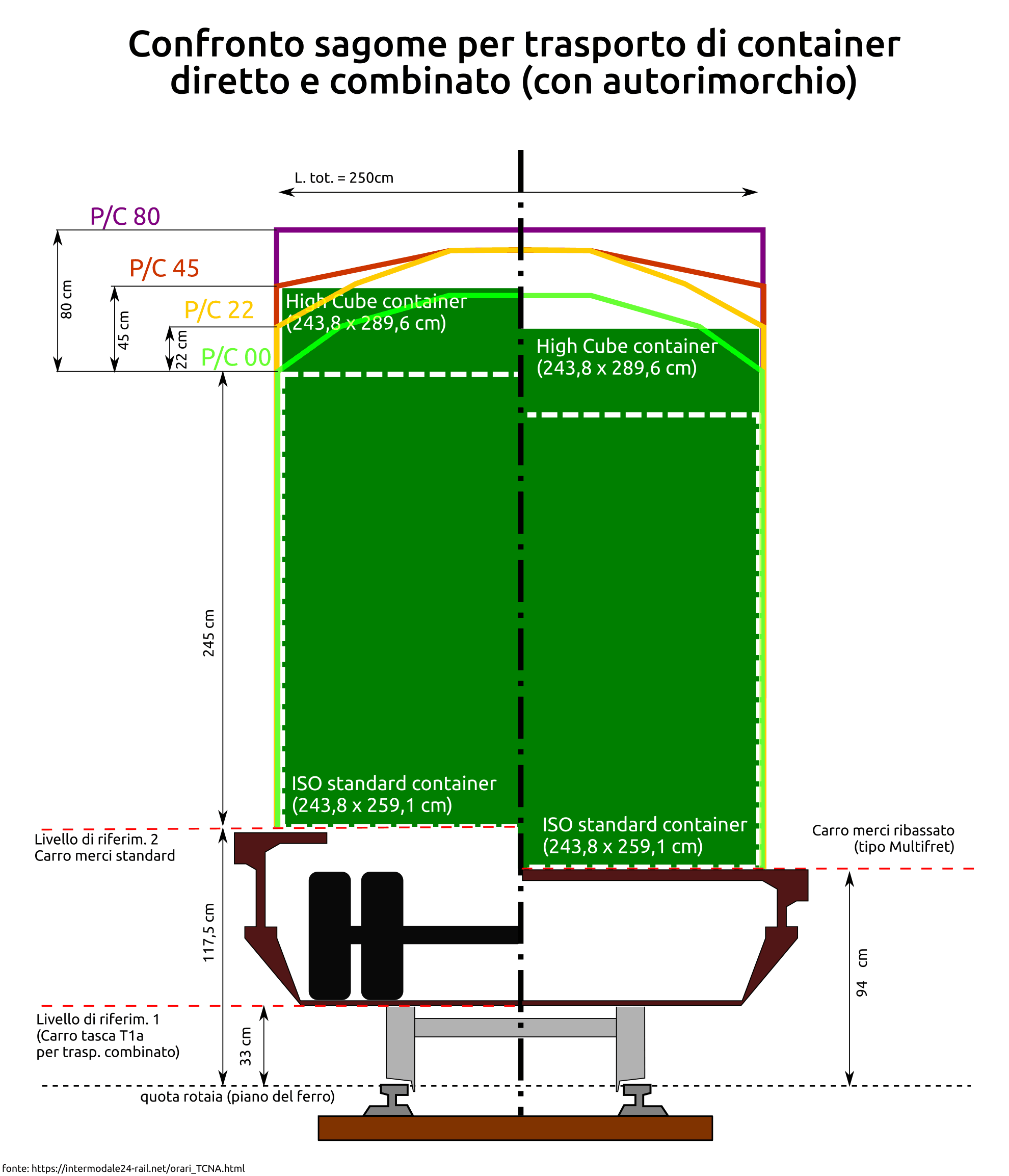
Profili massimi di carico per il trasporto merci ferroviario. La linea del Frejus consente un profilo fino a P/C 45.

Dal novembre 2003 il trasporto combinato sulla linea storica è servito dall'AFA, Autostrada ferroviaria alpina.
Trattandosi di un servizio in regime d'aiuto di Stato, ha richiesto una deroga dalla normativa europea sulla concorrenza, ancora prorogata dalla Commissione europea l'11 luglio 2012.
A diversità delle "autostrade ferroviarie viaggianti" svizzere e austriache (ROLA), che disimpegnano esclusivo servizio di trasporto combinato accompagnato, l'Autostrada ferroviaria alpina svolge un servizio misto.
Il Rapporto annuale 2013 di DG MOVE-OFT, che rileva rispetto al 2012 una diminuzione del TCA, osserva che la "diminuzione è legata direttamente alla politica dell'AFA che consiste nell'orientare la domanda verso il trasporto combinato non accompagnato piuttosto che verso il TCA".
Una ragione intrinseca della minor fortuna del trasporto accompagnato si deve al fatto che il tempo di percorrenza dei 175 km da Aiton a Orbassano è di circa tre ore e pertanto, sommando il tempo delle operazioni di imbarco-sbarco, ben maggiore di quello stradale; nel contempo la brevità del tragitto non offre all'autista la possibilità di recupero del tempo di riposo obbligato come consentito dalle ROLA.
La modalità di trasporto combinato, accompagnato e non, è sostenuta dai paesi dell'arco alpino per ragioni di eco-compatibilità, ma stanti le forti pendenze dei valichi attuali i costi di trasporto sono molto elevati e possono essere sostenuti soltanto con il concorso di ingenti sovvenzioni.
Nel caso dell'AFA il ripiano del passivo del 2012 costava a Francia e Italia 5 milioni cadauna perché le entrate coprivano soltanto il 42% dei costi.
Infatti, nel caso teorico di un trasporto esclusivamente accompagnato, occorrono due motrici per il traino di 14 autoarticolati (accolti in composizioni di 11 carri doppi Modalohr) mentre nelle tratte di pianura ROLA trasporta con trazione semplice 21 mezzi.